# فرانك أرنسن
فرانك آرنيسين (بالدنماركية: Frank Arnesen)‏ (ولد في 30 سبتمبر 1956 في كوبنهاغن) سابقة الدنماركية كرة القدم لاعب ومدير رياضي حاليا في هامبورغ . وكان آرنيسين منصب مدير الكرة في إنجليزي أندية كرة القدم توتنهام وتشيلسي.
كلاعب، كان أبرز لعبه مع الهولندية نوادي اياكس وبي اس في ايندهوفن، وفاز عام 1988 كأس الاتحاد الأوروبي مع ايندهوفن. وتوج آرنيسين 52 مرة في كأس الرياضة وسجل 14 هدفا لمنتخب الدنمارك لكرة القدم، وشارك في كأس الأمم الأوروبية لكرة القدم عام 1984 وبطولة كأس العالم لعام 1986 .
بدأ مسيرته الكروية مع نادي فريماد أماجر في موسم 1974/1975، وفي عام 1975 انتقل إلى نادي أياكس أمستردام، ولعب معهم حتى عام 1980، وشارك في 209 مباريات وسجل 75 هدف، وعام 1981 انتقل إلى نادي فالنسيا الإسباني، ولعب معهم حتى عام 1983، وفي عام 1983 انتقل إلى نادي أندرلخت البلجيكي، ولعب معهم حتى عام 1985، وفي عام 1985 لعب مع نادي بي أس في آيندهوفن الهولندي، وشارك معهم حتى عام 1988 حيث اعتزل كرة القدم.

## روابط خارجية
- فرانك أرنسن على موقع الاتحاد الدولي (مؤرشف)  (الإنجليزية)
- فرانك أرنسن على موقع الاتحاد الأوربي (الإنجليزية)
- فرانك أرنسن على موقع قاعدة بيانات كرة القدم.إي يو (الإنجليزية)
- فرانك أرنسن على موقع بيانات كرة القدم. دي إي (الألمانية)
- فرانك أرنسن على موقع ناشيونال فوتبول تيمز (الإنجليزية)
- فرانك أرنسن على موقع عالم كرة القدم.نت (الإنجليزية)